# Clytiopsis
Genre
Clytiopsis est un genre fossile de crustacés décapodes de la famille éteinte des Erymidae.

## Systématique
Le genre Clytiopsis est décrit par Bill en 1914.

## Espèces
Le taxon comprend trois espèces :
- †Clytiopsis argentoratense Bill, 1914 (syn. †Clytiopsis elegans) - espèce type, décrite initialement des grès à Voltzia dans les Vosges en Alsace datant du Buntsandstein supérieur (Trias inférieur)[3] et des carrières mettant au jour des strates du Trias situées à Winterswijk dans l'est des Pays-Bas[4]
- †Clytiopsis audax Von Meyer, 1834
- †Clytiopsis thuringica Forster, 1967

### Publication originale
- (de) P. C. Bill. 1914. Über Crustaceen aus dem Voltziensandstein des Elsasses. Mitteilungen der Geologischen Landesanstalt von Elsaß-Lothringen 8:289-338